# 무역협정국내대책본부
무역협정국내대책본부(貿易協定國內對策本部)는 자유무역협정에 따른 국내대책을 총괄하기 위하여 설립된 대한민국 기획재정부 소속의 한시조직이다. 존속 기간은 2013년 6월 30일까지이며, 무역협정국내대책본부장은 고위공무원 가급(1급 상당), 무역협정지원단장은 고위공무원 나급(2~3급 상당)의 일반직공무원으로 보한다. 고위공무원단 1명, 3급 또는 4급 이하 18명 등 총 19명으로 구성되며 증원 인력 중 8명은 문화체육관광부와 농림수산식품부, 지식경제부, 국토해양부, 법제처에서 각각 파견된다. 경기도 과천시 관문로 47번지 정부과천청사 3층에 위치하고 있다. 2013년 3월 23일 폐지되었다.

## 연혁
- 2007년 6월 15일 재정경제부 소속 한시조직으로 자유무역협정국내대책본부 설치[5][6][7][8]
- 2008년 3월 1일 정부조직 개편으로 기획재정부 소속 무역협정국내대책본부로 변경
- 2011년 1월 4일 《FTA소식》 발간[9]

## 조직

### 무역협정국내대책본부장

#### 무역협정지원단

##### 산업지원팀
- FTA종합지원센터

## 같이 보기
- 자유무역협정
- 대한민국 기획재정부